# Блестящий фаэтончик
Блестящий фаэтончик (лат. Cataglyphis cinnamomea) — вид муравьёв-бегунков из рода Cataglyphis.

## Распространение
Афганистан, южный Казахстан, Средняя Азия (в т. ч. Туркменистан). Пустыни и полупустыни.

## Описание
Мелкого размера муравьи-бегунки, длина рабочих около 5 мм. При беге задирают брюшко вверх (отсюда русское название — фаэтончик). Основная окраска тела коричневая. Усики рабочих 12-члениковые. Нижнечелюстные щупики короткие. Скапус длинный, превосходит затылочный край головы. Петиоль узловидный без вертикальной чешуйки, с высоким коническим узелком. Тело с тонкой скульптурой, слабо блестящее. Обитает в каменистых и глинистых пустынях. В Средней Азии это наиболее теплолюбивый вид своего рода. Дневные зоонекрофаги, основная добыча — мелкие муравьи-карпофаги и выделения пустынных растений. Семьи малочисленные (до 200 особей). Брачный лёт крылатых половых особей происходит в июне.
Муравейники земляные.

## Систематика
Вид был впервые описан в 1909 году русским мирмекологом профессором Владимиром Афанасьевичем Караваевым под первоначальным названием Myrmecocystus albicans subsp. cinnamomeus Karavaiev, 1909 по материалам из Туркменистана. Включён в видовую группу C. albicans.